# Marimar (phim truyền hình México)
Marimar là một telenovela của México do Inés Rodena tạo ra và Valentín Pimstein và Verónica Pimstein sản xuất cho Televisa. Phim được phát sóng trên Canal de las Estrellas từ ngày 31 tháng 1 đến ngày 26 tháng 8 năm 1994. Bộ phim có sự tham gia của Thalía và Eduardo Capetillo.

## Diễn viên
- Thalía vai Marimar Pérez de Santibáñez / María del Mar Aldama Pérez / Bella Aldama
- Eduardo Capetillo vai Sergio Santibáñez
- Miguel Palmer vai Gustavo Aldama
- Guillermo García Cantú vai Bernardo Duarte
- Alfonso Iturralde vai Renato Santibañez
- René Muñoz vai cha Porres
- Marta Zamora vai Perfecta
- Chantal Andere vai Angélica López de Santibáñez
- Ada Carrasco vai Mamá Cruz
- Tito Guízar vai Papá Pancho
- Carlos Becerril vai Pulgoso (tiếng nói)
- Pituka de Foronda vai dì Esperanza
- Luis Gatica vai Chuy
- Kenia Gascón vai Antonieta López
- Daniel Gauvry vai Arturo
- Toño Infante vai Nicandro Mejía
- Julia Marichal vai Negra Corazón
- Frances Ondiviela vai Brenda
- Marisol Santacruz vai Mónica
- Ana Luisa Peluffo vai Selva
- Martha Ofelia Galindo vai Josefina
- Rafael del Villar vai Esteban
- Nicky Mondellini vai Gema
- Fernando M. Gutierrez vai Chico
- Rosángela Balbó vai Eugenia
- Ricardo Blume vai Fernando Montenegro
- Juan Carlos Serrán vai Ulises
- Amairani vai Natalia Montenegro
- Marcelo Buquet vai Rodolfo San Genís
- Serrana vai Alina
- Indra Zuno vai Inocencia del Castillo y Corcuera
- Hortensia Clavijo vai La Cucaracha
- Patricia Navidad vai Isabel
- Fernando Colunga vai kỹ sư Adrián Rosales
- Agustín Manzo vai bản thân anh ấy
- Manuel Negrete vai bản thân anh ấy
- Julio Canessa vai bản thân anh ấy